# Орбіс Піктус

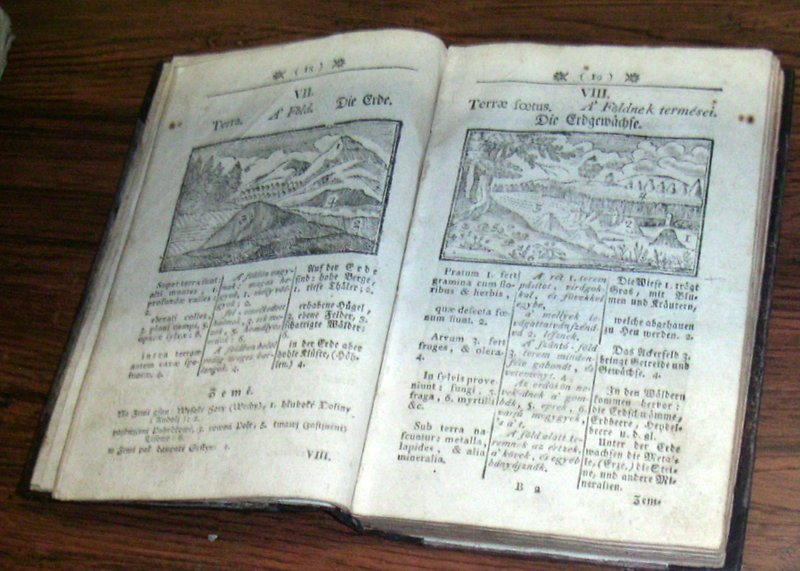
Перевидання Orbis Pictus кінця XVIII століття, опубліковане в Пресбурзі / Поссоні, Угорське королівство. Це видання чотирма мовами: латиною, угорською, німецькою та чеською мовами)

Орбіс Піктус (Видимий світ у малюнках), — підручник для дітей, написаний чеським педагогом Джоном Амосом Коменським та опублікований у 1658 році. Це був перший широко використовуваний дитячий підручник із малюнками, виданий спочатку латинською та німецькою мовами, а згодом перевиданий багатьма європейськими мовами.

## Зміст
Книга розділена на розділи, проілюстровані друкованими малюнками, які описані в супровідному тексті. У більшості видань текст подається як латиною, так і рідною мовою дитини. У книзі 150 розділи та широкий спектр тем: 
- нежива природа
- ботаніка
- зоологія
- релігія
- люди та їх діяльність

## Історія

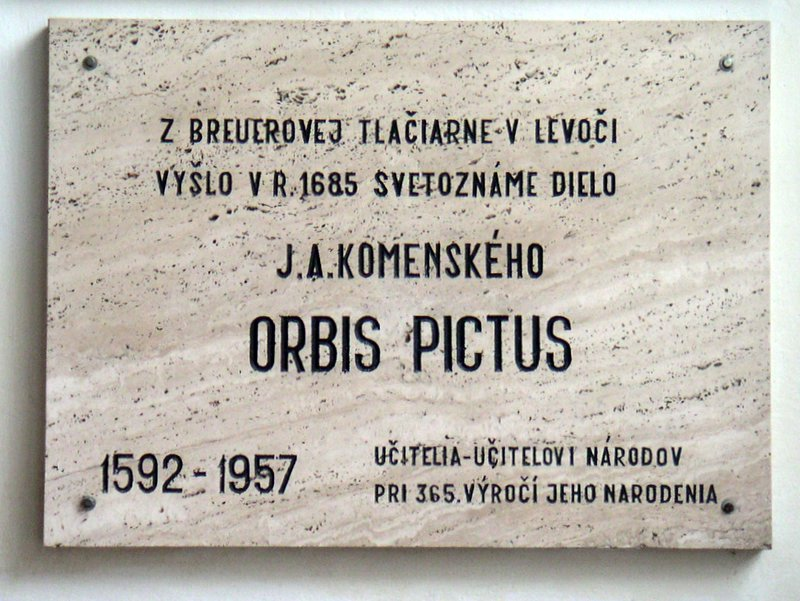
Меморіальна дошка на згадку про видання Orbis Pictus у Левочі

Спочатку книга опублікована на латинській та німецькій мовах у 1658 р. у Нюрнберзі, незабаром книга поширилася в школах Німеччини та інших країн. Перше англійське видання було опубліковане в 1659.році. Перше чотиримовне видання (латинською, німецькою, італійською та французькою мовами) було опубліковане в 1666 рік. Перший чеський переклад був опублікований у чотиримовному виданні 1685 року (разом із латиною, німецькою та угорською мовами) у видавництві Breuer у Левочі. 
Орбіс Піктус мав тривалий вплив на освіту дітей Це було попередником як аудіовізуальних прийомів, так і лексичного підходу у вивченні мови.
У 1930 році Отто Нойрат стверджував, що зображення в Gesellschaft und Wirtschaft становлять новий Orbis Pictus.